# Église de Myllypuro
L'église de Myllypuro (en finnois : Myllypuron kirkko) est une église luthérienne située dans la section de Myllypuro à Helsinki en Finlande. 

## Architecture

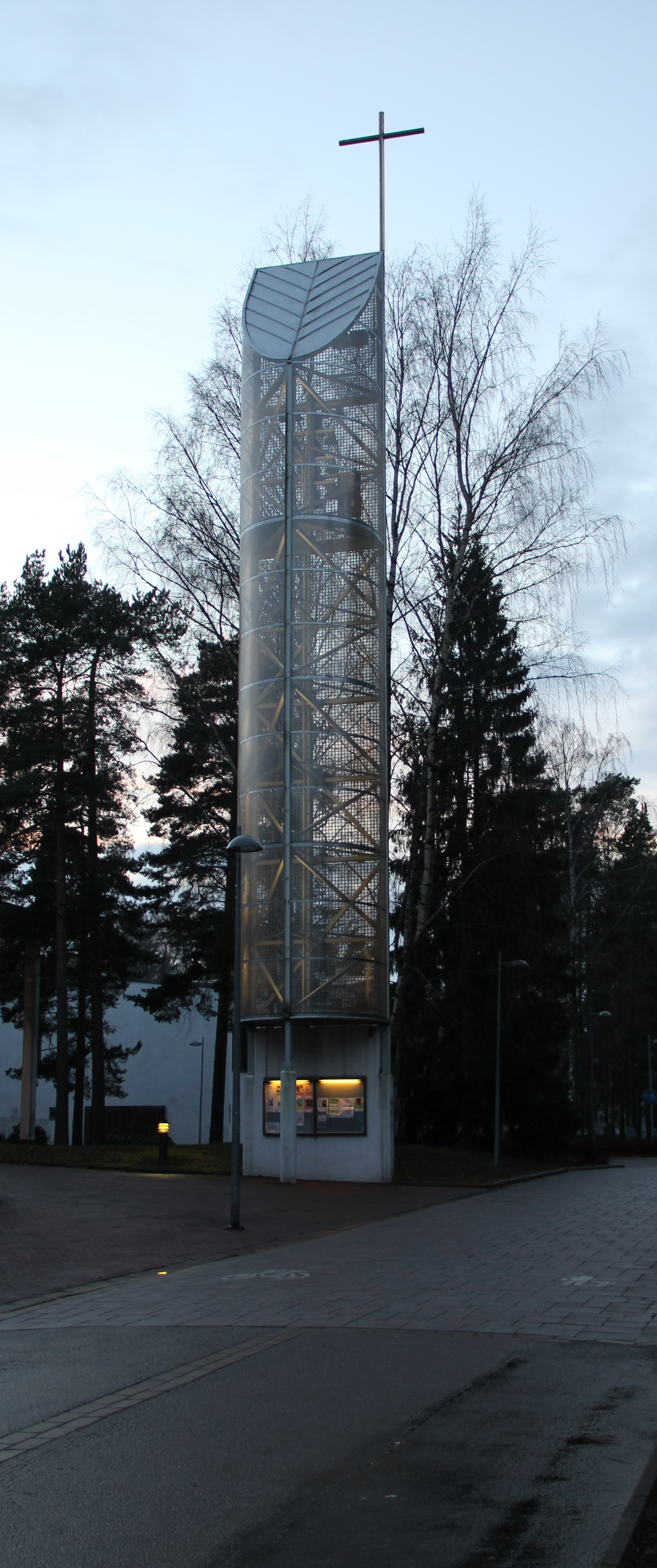
Le clocher.

Le retable Lux aeterna est peint par Carolus Enckell (fi).
Dans la bibliothèque se trouve le relief de Ville Vallgren représentant Jésus sur la Croix.
Dans la nef on peut voir des peintures de Carolus Enckell (fi).
L'orgue à 16 jeux est de Veikko Virtanen.
Le clocher séparé a 14 cloches.